# Ethel Caterham
Ethel May Caterham (cognom de soltera, Collins; nascuda el 21 d'agost de 1909) és una supercentenària anglesa que, a 115 anys, 267 dies és la persona viva més longeva coneguda del món des de la mort d'Inah Canabarro Lucas el 30 d'abril de 2025, així com la persona britànica més longeva de la història.
Caterham és l'última persona viva coneguda que va ser súbdita del rei Eduard VII, així com l'última persona viva que va néixer a la dècada del 1900.

## Vida personal
Ethel May Caterham va néixer a Shipton Bellinger (Hampshire) el 21 d'agost de 1909. Era la segona més jove de vuit germans, i es va criar a Tidworth (Wiltshire). La seva germana, Gladys Babilas (1897–2002), va viure fins als 104 anys. El 1927, amb 18 anys, va emprendre un viatge a l'Índia britànica i va treballar com a au-pair per a una família de militars fins als 21 anys.
El 1931, després de tornar a Anglaterra, va conèixer el seu futur marit, Norman Caterham (1905–1976), en un sopar. Més tard es van casar a la catedral de Salisbury, on Norman havia cantat en el cor de petit. Més tard va esdevenir tinent coronel del Royal Army Pay Corps, i la parella va viure a Harnham (Salisbury), abans de ser destinats a Hong Kong i Gibraltar. Mentre era a Hong Kong, Ethel va fundar una escola bressol per ensenyar anglès, manualitats i jocs, i a Gibraltar, la parella va tenir dues filles que van criar a Anglaterra. Norman va morir el 1976.
Caterham va conduir fins als 97 anys i gaudeix jugant a bridge. Les seves dues filles van morir abans que ella; havia viscut en una extensió de la casa de la seva segona filla, Anne, fins que va morir el febrer de 2020, a 82 anys. Després, Caterham es va traslladar a una residència a Ash Vale (Surrey), i més tard a una a Lightwater.

## Salut i longevitat
Caterham va sobreviure a la COVID-19 el 2020, a 110 anys.
Poc abans del seu 111è aniversari, Caterham va ser entrevistada amb la seva neta a la BBC Radio Surrey, on va dir que el secret de la seva longevitat era "prendre-ho tot amb calma, els alts i els baixos".
Pel dia del seu 111è aniversari l'agost de 2020, Caterham va rebre la visita de l'alcalde de Surrey Heath, ja que era la resident viva més gran de Surrey des del gener de 2019.
El 22 de gener de 2022, després de la mort de Mary "Mollie" Walker, Caterham es va convertir en la persona viva més longeva del Regne Unit. El 7 d'octubre del mateix any, després de la mort de Rose Eaton, Caterham es va convertir en l'última persona britànica supervivent nascuda durant el regnat del rei Eduard VII. En complir 115 anys l'agost de 2024, es va convertir en la tercera persona britànica a arribar a aquesta edat, i la primera des d'Annie Jennings més de dues dècades abans, el 1999.
Des del 30 d'abril de 2025, és la persona viva més longeva del món.